# Насосэнергомаш
Сумский завод «Насосэнергомаш» — промышленное предприятие в городе Сумы Сумской области.

## История
Сумский насосный завод был создан в соответствии с четвёртым пятилетним планом восстановления и развития народного хозяйства СССР на базе цеха центрифуг Сумского завода им. М. В. Фрунзе и введён в эксплуатацию в 1949 году.
1 января 1974 года на базе предприятия было создано НПО "Насосэнергомаш", в состав которого вошли Сумский насосный завод и созданный в 1970 году Всесоюзный научно-исследовательский и проектно-конструкторский институт атомного и энергетического насосостроения (ВНИИАЭН).
В советское время завод являлся одним из ведущих предприятий города.
После провозглашения независимости Украины завод стал одним из крупнейших производителей насосов на территории Украины, в 1994 году государственное предприятие было преобразовано в закрытое акционерное общество.
В августе 1997 года завод был включён в перечень предприятий, имеющих стратегическое значение для экономики и безопасности Украины, позднее, во втором полугодии 1997 года завод был преобразован в открытое акционерное общество.
В апреле 2005 года завод вошёл в состав группы "Гидравлические машины и системы" холдинга АО «Группа ГМС». В декабре 2005 года акции предприятия были включены в листинг фондовой биржи ПФТС.
2006 год завод завершил с чистой прибылью 2,547 млн. гривен, 2007 год - с чистой прибылью 10,378 млн. гривен.
В 2007 году на предприятии была проведена модернизация 7 единиц технологического оборудования: в цехах были установлены гидравлическая система фирмы "Hytorc" (США), балансировочный станок немецкой фирмы "Schenk" для точного выполнения балансировки роторов насосов, установка "Vibmattic" (ФРГ) для снятия внутренних напряжений в сварных конструкциях, горизонтальный расточно-фрезерный станок "Skoda W200" производства Чехии и другое оборудование.
В апреле 2010 года на предприятии началось строительство испытательного стенда, который был введён в эксплуатацию в ноябре 2011 года.
В 2011-2013 на предприятии был построен литейный цех с технологической линией по производству отливочных форм и индукционными печами мощностью 4 тыс. тонн литья в год, который был введён в эксплуатацию в июне 2013 года.
По состоянию на начало 2013 года завод входил в пятёрку крупнейших предприятий города.
В связи с сокращением экспорта в Россию в 2014 году положение завода (98% продукции которого экспортировалось) осложнилось.
В июле 2016 года 83,3% акций предприятия (собственником которой являлась российская компания ООО «Гидромаш К» холдинга «Группа ГМС») перешли в собственность зарегистрированной на Кипре компании «H.M.S. Capital Limited» холдинга «Группа ГМС».